# Överkervo
Överkervo (finska: Ylikerava eller Yli-Kerava) är stadsdel nummer 7 i Kervo i det finländska landskapet Nyland. I slutet av 2014 fanns det 193 invånare i Överkervo. Då var hela invånarantalet i Kervo stad 35 317.

## Historia

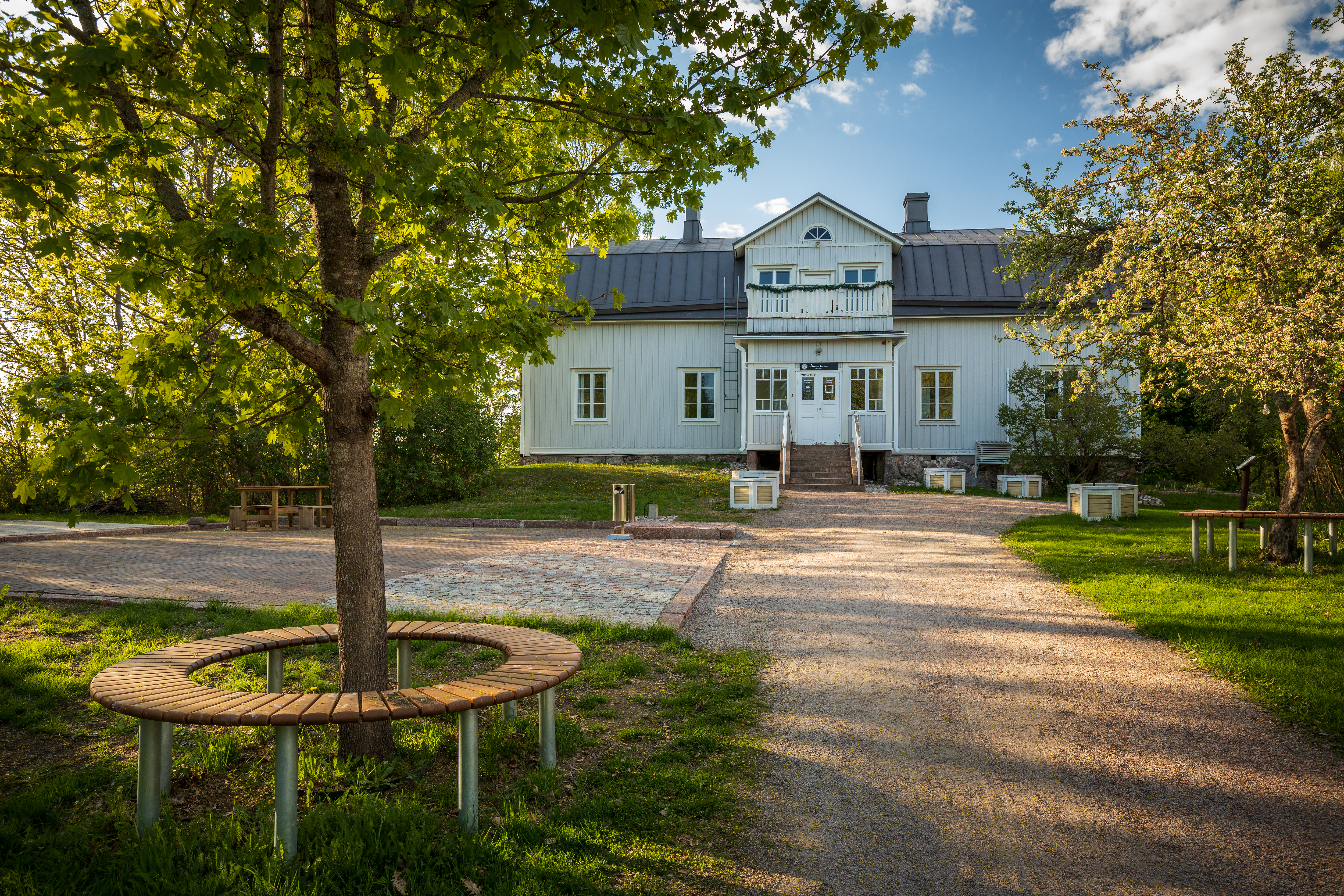
Kervo gård i Överkervo.

Överkervo var en av två historiska byar i Kervo, som tidigare tillhörde Tusby kommun. Den andra byn var Ytterkervo. Gränsen mellan Överkervo och Ytterkervo följde ungefär linjen Berga-Smeds så att Berga (finska: Sompio) och Smeds (finska: Ahjo) tillhörde Överkervo. Överkervo har även skrivits i formen Öfwer Kiärfwo.
I Överkervo finns Kervo gård.